# Caccobius krikkeni
Caccobius krikkeni är en skalbaggsart som beskrevs av Yves Cambefort 1980. Caccobius krikkeni ingår i släktet Caccobius och familjen bladhorningar. Inga underarter finns listade.